# Peter Bos
Petrus Andreas Maria (Peter) Bos (Amsterdam, 20 juni 1950) is een Nederlands acteur.
Peter Bos kreeg zijn opleiding in Nederland en liep stage in Engeland. Hij maakte kindervoorstellingen en bracht solotheater. Hij werkte bij gezelschappen als Boa Constrictor en Wederzijds.
Karst van der Meulen vroeg Bos voor de rol die hem in 1982 bekendheid zou opleveren bij een zeer groot publiek: als onderwijzer Frans van der Steg in de serie De Zevensprong. Tevens speelde Bos dat jaar een rol in de film Knokken voor twee, eveneens onder regie van Van der Meulen.
Hij was ook te zien in de film Mama is boos! (1986) als Albert Koning. In 1993 speelde Bos mee in de NCRV-serie Uit de school geklapt. Onder het pseudoniem 'Peter Noland' speelde hij de rol van conciërge Joop.
In 1985 verscheen zijn roman De ziekte van Calvijn.

## Film
- 1982 - Knokken voor twee - Walter
- 1984 - Man in de war - Henk Berkhout
- 1986 - Mama is boos! - Albert Koning
- 1990 - Romeo - Kennis op bezoek
- 1990 - De finales - Vader van Abe
- 1992 - De bunker - Dekker
- 1993 - Belle - The Hunter
- 1993 - Het schaduwrijk - Paul Curzon

## Televisie
- 1982 - De Zevensprong - Frans van der Steg
- 1985 - Zondag weet je alles - Andre
- 1989 - De wandelaar - Simon Veldman
- 1993 - Uit de school geklapt - Joop de Wit
- 1994 - Ik Mik Loreland - stem

- Gemeinsame Normdatei: 143178652
- Virtual International Authority File: 161173158
- WorldCat: E39PBJq6VQ4TpJj6PK4ybGxxDq